# Вірю.Знаю
«Ві́рю. Зна́ю» — другий студійний сольний альбом української співачки Світлани Тарабарової. Презентація платівки, випущеної компанією «УМВГ Мьюзік», відбулася восени 2015 року в рамках великого сольного концерту Тарабарової в «Жовтневому палаці». Альбом включає в себе 12 композицій, дев'ять з яких записані українською мовою, дві російською і одна англійською. 28 серпня 2015 року вони були представлені слухачам в ефірі українського радіо. Україномовна композиція «Повертайся живим» вважається неофіційним гімном АТО. На даний момент на неї знято понад сто аматорських відеороликів.
У 2016 році, на підтримку українських солдат, Тарабарова організувала концертну програму «#СВІТЛИЙКОНЦЕРТ», в яку крім пісень з альбому «Вірю. Знаю» увійшли також пісні з альбому «Мир всім».

## Відгуки критиків
На думку оглядача інформаційного порталу Intermedia Олексія Мажаєва, «В виконанні Світлани Тарабарової сучасна україномовна поп-музика звучить відмінно». Рецензент відзначив композиції «Хочу жити без війни», «Ми в силах змінити все» і «Гордість», «які все ж виглядають занадто лозунговими і як би спеціально придуманими — але є і тихі щемливі речі, натурально змушують плакати: „Любов“ (найкраща пісня альбому), „Ніколи знову“, „Поза систем“ і „Синові“». «Там гасел немає, там описуються ситуації на кшталт діалогу матері з загиблим сином — і, якщо у вас є серце, то уява домалює недомовлене» — так висловив свою думку автор рецензії до альбому. В кінці він зробив висновок: «А альбом, що повністю складається з ніжних поп-пісеньок про любов на кшталт „Починається весна“, Світлана Тарабарова ще запише».

## Список композицій
Автор музики і слів Світлани Тарабарової. 
| #   | Назва                                | Тривалість |
| --- | ------------------------------------ | ---------- |
| 1.  | «Вірю.Знаю»                          | 5:12       |
| 2.  | «Починається весна»                  | 3:30       |
| 3.  | «Любов»                              | 3:22       |
| 4.  | «Вне систем» (російською)            | 3:31       |
| 5.  | «Сину»                               | 3:57       |
| 6.  | «Ніколи знову»                       | 3:38       |
| 7.  | «Хочу жити без війни»                | 3:48       |
| 8.  | «Перемены» (російською)              | 4:17       |
| 9.  | «Ми в силах змінити все»             | 4:15       |
| 10. | «Небо єдине»                         | 2:57       |
| 11. | «Гордість»                           | 3:37       |
| 12. | «Come back home alive» (англійською) | 4:47       |

## Примітка
1. ↑  СВІТЛАНА ТАРАБАРОВА ПРЕЗЕНТУВАЛА ДРУГИЙ СТУДІЙНИЙ АЛЬБОМ "ВІРЮ.ЗНАЮ". Офіційний сайт Світлани Тарабарової. Архів оригіналу за 16 жовтня 2016. Процитовано 9 вересня 2016.
2. 1 2  Світлана Тарабарова: «Повертайся живим» — це не пісня, а наказ. Виконувати! (рос.). Громадське радіо. 28 серпня 2015. Архів оригіналу за 27 червня 2018. Процитовано 9 вересня 2016.
3. ↑  Надежда Майная (7 жовтня 2015). Светлана Тарабарова: в Киеве не слышны "Грады", и порой ты теряешь ощущение реальности. Главред. Архів оригіналу за 27 червня 2018. Процитовано 9 вересня 2016.
4. ↑  Светлана Тарабарова. #СвітлийКонцерт в Харькове. UFest.In.Ua. Процитовано 9 вересня 2016.[недоступне посилання]
5. ↑  Светлана Тарабарова отправляется во всеукраинский тур. FM TV. 1 квітня 2016. Архів оригіналу за 27 червня 2018. Процитовано 9 вересня 2016.